# The Stranglers & Friends Live in Concert
The Stranglers and Friends: Live in Concert — концертный альбом британской рок-группы The Stranglers, записанный в апреле 1980 года при участии приглашённых музыкантов, без вокалиста Хью Корнуэлла, вышедший в 1995 году.

## История создания
Весной 1980 года Хью Корнуэлл оказался в тюрьме Пентонвилль за хранение героина. У группы было намечено два концерта в лондонском зале Rainbow — 3 и 4 апреля. Менеджмент решил не отменять их, пригласив к участию известных музыкантов, друзей группы. Официальный релиз альбома состоялся в 1995 году на Trojan/Receiver Records. В 2002 году альбом был перевыпущен лейблом Castle Music в новом оформлении. (Предыдущий перевыпуск 1997 успеха не имел и неприятно удивил многих отсутствием в нём песен «Grip», «Hanging Around», «Bear Cage» и «Peaches».)

## Список композиций
1. «Introduction: Jet Black»
2. «Get a Grip» (Hazel O’Connor & Robert Smith)
3. «Hanging Around» (Hazel O’Connor & Robert Smith)
4. «Tank» (Robert Fripp & Peter Hammill)
5. «Threatened» (Robert Fripp)
6. «Toiler On the Sea» (Robert Fripp & Phil Daniels)
7. «The Raven» (Basil Gabbidon & Peter Hammill)
8. «Dead Loss Angeles» (Phil Daniels & Wilko Johnson)
9. «Nice 'N' Sleazy» (Basil Gabbidon, Nicky Tesco & Nik Turner)
10. «Bring on the Nubiles» (Richard Jobson, Wilko Johnson & Toyah Willcox)
11. «Peaches» (Ian Dury, Wilko Johnson, Davey Payne, John Turnball & Toyah Willcox)
12. «Bear Cage» (Ian Dury, Matthieu Hartley, Wilko Johnson, Davey Payne & John Turnball)
13. «Duchess» (Toyah Willcox)
14. «No More Heroes» (Richard Jobson)
15. «Five Minutes» (Richard Johnson & Larry Wallis)
16. «Something Better Change» (Steve Hillage & Toyah Willcox)
17. «Down in the Sewer» (Jake Burns, Steve Hillage & All Guests)[2]